# Ora biroi
Ora biroi es una especie de coleóptero de la familia Scirtidae.

## Distribución geográfica
Habita en Nueva Guinea.